# Matthew Špiranović
Matthew Thomas Špiranović (Geelong, 27 giugno 1988) è un ex calciatore australiano, di ruolo difensore.

## Palmarès

### Club

#### Competizioni nazionali
- Coppa di Germania: 1

Norimberga: 2006-2007
- Premier's Plate: 1

Perth Glory: 2018-2019

#### Competizioni internazionali
- AFC Champions League: 1

Western Sydney Wanderers: 2014

### Nazionale
- Coppa d'Asia: 1

2015